# Xenoturbella
Xenoturbella és un gènere d'animals bilaterals vermiformes marins de posició taxonòmica incerta des del seu descobriment el 1949, quan es van classificar com a turbel·laris primitius i peculiars.
Actualment es consideren bilaterals basals.

## Característiques
Xenoturbella té un pla corporal molt simple. No té cervell, ni tub digestiu, ni gònades (però produeix gàmetes; els ous i els embrions es produeixen en els folicles) i de qualsevol altre òrgan definit, a excepció d'un estatocist proveït de cèl·lules flagel·lades. Té cilis i un sistema nerviós difús. Té una longitud de 4 cm.

## Filogènia
En un principi es va relacionar amb els mol·luscs, però es va objectar que l'ADN s'havia contaminat amb l'ADN dels mol·luscos dels quals s'alimentava. Més endavant va ser classificat com un deuteròstom primitiu fora dels embrancaments prèviament coneguts.
El gènere es considera actualment l'únic membre de subfílum Xenoturbellida dins el fílum Xenacoelomorpha, que inclou també els acelomorfs, cosa que va ser posada de manifest gràcies a estudis moleculars.
Anàlisis més recents del transcriptoma, han arribat a la conclusió que els xenacelomorfs són el grup germà dels nefrozous, un linatge que inclou tan els protostomats com els deuterostomats, esdevenint el clade més basal dels bilaterals, segons mostra el cladograma següent:
|  | Spiralia  |
|  |           |
|  | Ecdysozoa |
|  |           |

|  | Ambulacraria |
|  |              |
|  | Chordata     |
|  |              |

|  | Spiralia  |
|  |           |
|  | Ecdysozoa |
|  |           |

|  | Ambulacraria |
|  |              |
|  | Chordata     |
|  |              |

|  | Spiralia  |
|  |           |
|  | Ecdysozoa |
|  |           |

|  | Ambulacraria |
|  |              |
|  | Chordata     |
|  |              |

|  | Spiralia  |
|  |           |
|  | Ecdysozoa |
|  |           |

|  | Ambulacraria |
|  |              |
|  | Chordata     |
|  |              |

## Taxonomia
El gènere Xenoturbella inclou sis espècies:
- Xenoturbella bocki Westblad, 1949
- Xenoturbella churro Rouse et al., 2016
- Xenoturbella hollandorum Rouse et al., 2016
- Xenoturbella japonica Nakano et al., 2018
- Xenoturbella monstrosa Rouse et al., 2016
- Xenoturbella profunda Rouse et al., 2016